# Chinjufu-shōgun
Chinjufu-shōgun (鎮守府将軍), souvent traduit en commandant en chef de la défense du Nord était un poste militaire du Japon féodal. Ce poste consistait à gérer les relations avec les Aïnous, jusqu'à une certaine époque, du nord de Honshū et de Hokkaidō et d'organiser la défense japonaise contre eux.
Ce poste a été créé au VIIIe siècle pendant l'époque de Nara.

## Liste deschinjufu-shōgun
- Ōno no Azumabito (大野東人) (?-742)
- Ōtomo no Komaro (大伴古麻呂) (?-757)
- Fujiwara no Asakari (藤原朝狩) (?-764)
- Tanaka no Ōtamaro (田中多太麻呂) (769)
- Ishikawa no Natari (石川名足) (728-788)
- Sakanoue no Karitamaro (坂上苅田麿) (728-786)
- Saeki no Mino (佐伯三野 ) (?-779)
- Ōtomo no Surugamaro (大伴駿河麻呂) (?-776)
- Ki no Hirozumi (紀廣純) (777)
- Ōtomo no Yakamochi (大伴家持) (718-785)
- Fujiwara no Toshihito (vers 780)
- Kudara no konikishi syuntetsu (百済王俊哲) (787)
- Tajihi no Umi (多治比宇美) (787)
- Kudara no konikishi syuntetsu (百済王俊哲) (798)
- Sakanoue no Tamuramaro (坂上田村麻呂) (758-811)
- Saeki no Mimimaro (佐伯耳麻呂) (809)
- Mononobe no Taritsugu (物部足継) (812)
- Mononobe no Kumai (物部熊猪) (834)
- Sakanoue no Masamichi (坂上当道) (859)
- Ono no Harukaze (小野春風) (878)
- Abe no Mitora (安倍三寅) (884)
- Fujiwara no Toshihito (藤原利仁) (915)
- Fujiwara no Toshiyuki (藤原利行)
- Taira no Kunika (平国香) (?-935)
- Taira no Yoshikane (平良兼) (?-939)
- Taira no Yoshimasa (平良将)
- Fujiwara no Hidesato (藤原 秀郷) (Xe siècle)
- Taira no Yoshimochi (平良持) (?-935)
- Taira no Sadamori (平貞盛) (?-989)
- Minamoto no Tsunemoto (源經基) (894-961)
- Minamoto no Mitsunaka (源満仲) (912-997)
- Minamoto no Yorinobu (源頼信) (968-1048)
- Abe no Yoritoki (安倍頼時) (vers 1050)
- Minamoto no Yoriyoshi (源頼義) (998-1082)
- Minamoto no Yoshiie (源義家) (1039-1106)
- Fujiwara no Hidehira (藤原 秀衡) (1122 ?-1187)
- Minamoto no Yoshishige (源義重) (1135-1202)
- Kitabatake Akiie (北畠顕家) (1318-1338)
- Ashikaga Takauji (足利 尊氏) (1305-1358)
- Ashikaga Tadayoshi (足利直義) (1306-1352)